# الاعتراف القانوني بالعلاقات المثلية في إندونيسيا
لا تعترف إندونيسيا بزواج المثليين ولا الاتحادات المدنية. تنص المادة 1 من القانون رقم 1 لسنة 1974 بشأن الزواج بشكل لا لبس فيه على أن الزواج «ارتباط جسدي وروحي بين الرجل والمرأة كزوج وزوجة، بهدف تكوين أسرة سعيدة ودائمة تأسست على الاعتقاد في اللَه عز وجل». علاوة على ذلك، تنص المادة 2 على أن الزواج قانوني فقط إذا كان ذلك متوافقًا مع قوانين الديانات للأطراف المعنية. وفي الوقت نفسه، لا يُسمح للإندونيسيين الذين عقدوا زواج المثليين في الخارج بتسجيل زواجهم في إندونيسيا بسبب المادة 1 من قانون الزواج. بالإضافة إلى ذلك، تلزم المادة 34 (1) من القانون رقم 23 لعام 2006 بشأن الإدارة المدنية جميع حالات الزواج بإبلاغ السلطات المحلية في غضون 60 يومًا بعد الزواج، وينص شرح المادة 34 (1) على أن «الزواج» لا يمكن أن يؤديه إلا رجل وامرأة.

## الرأي العام
وجد استطلاع على الإنترنت أجرته المؤسسة الدولية للمثليين والمثليات ومزدوجي التوجه الجنسي والمتحولين جنسيا وثنائيي الجنس في أكتوبر/تشرين الأول 2016 أن 69% من المشاركين في إندونيسيا عارضوا تقنين زواج المثليين، بينما أيده 14% وكان 17% محايدين.